# RBMK

Um pequeno videoclipe da sala, do corpo e do sistema de tubos de um reator nuclear RBMK

Diagrama esquemático de um RBMK

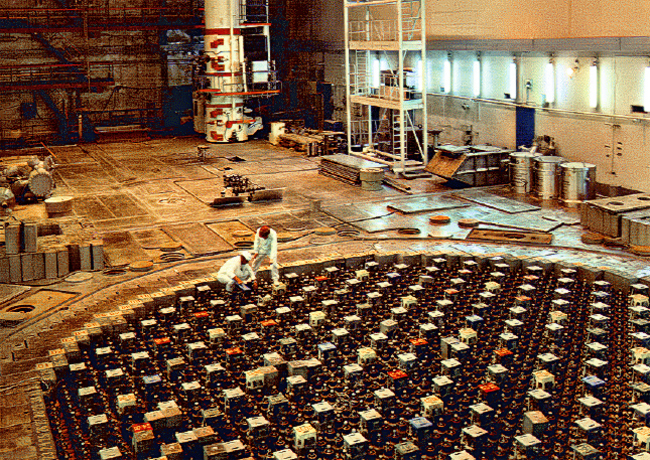
Visão da sala de um reator RBMK na Usina Nuclear de Ignalina, na atual Lituânia, construída durante o regime soviético e desativada atualmente

RBMK é um acrônimo em russo, que significa Reaktor Bolshoy Moshchnosty Kanalnyy (Reator Canalizado de Alta Potência) sendo um reator nuclear de canais pressurizados, refrigerado à água ordinária com canaletas individuais de combustível passando por dentro de blocos de grafite que além de moderador nuclear, atua como elemento estrutural do núcleo.  Tais projetos de reator nuclear, juntamente com os reatores VVER são um dos dois projetos principais a emergir na extinta União Soviética, e ainda são fundamentais para geração de eletricidade na Rússia moderna, que é o único país a operar estes reatores, com um total de 11 ainda em ampla operação. Como muitos projetos das primeiras gerações de reatores, não possuem  estruturas de contenção adequadas, sendo esta uma de suas principais deficiências.
Logo após o acidente nuclear de Chernobil muitas modificações e aprimoramentos importantes de sistemas de segurança visando acidentes como perda do fluido de arrefecimento e maior velocidade de desligamento de emergência estão entre as principais.  É muito diferente da maioria dos outros projetos ocidentais pois derivou de um projeto especificamente criado para gerar  principalmente plutônio para armas nucleares. A combinação do moderador de grafite e do refrigerador à água não é encontrada em nenhum outro reator de força. A característica negativa principal do projeto do núcleo do reator é ser instável em níveis baixos de força, e isso foi mostrado no acidente de Chernobyl. A instabilidade era devida primeiramente ao projeto da haste de controle e a um coeficiente de vazio positivo coeficiente vago positivo. Um número de mudanças significativas do projeto têm sido feitas agora para resolver estes problemas.

## Características
- Características do combustível: As pastilhas de óxido de urânio de nêutrons rápidos são colocadas em um tubo de zircaloy de 3,65 m por muito tempo, dando forma a uma haste de combustível. Um jogo de 18 hastes de combustível é arranjado cilìndricamente em um suporte para dar forma a um conjunto do combustível. Dois destes são colocados em cada tubo de pressão.
- Tubos de pressão: Dentro do reator cada conjunto do combustível é posicionado em seu próprio tubo ou canaleta vertical de pressão de aproximadamente 7 m de comprimento por muito tempo. Cada canaleta é refrigerada individualmente pela água pressurizada que é permitida ferver no tubo e emerge à aproximadamente 290°C.
- Reabastecimento: Quando as canaletas de combustível são isoladas, estes conjuntos do combustível podem ser levantados para fora do reator, permitindo a substituição do combustível, mesmo quando o reator estiver em operação.
- Moderador de grafite: Uma série de blocos de grafite cerca e separa os tubos de pressão. Agem como um moderador para retardar os nêutrons liberados durante a fissão de modo que uma reação em cadeia contínua possa ser mantida. A conducão de calor entre os blocos é realçado por uma mistura de hélio e nitrogênio.
- Hastes de controle: As hastes de controle de carboneto de boro absorvem nêutrons para controlar a taxa de fissão. Algumas hastes curtas, introduzidas pelo fundo do núcleo, nivelam a distribuição de força através do reator. As hastes de controle principais são introduzidas do alto para baixo e fornecem, automática ou manualmente, controle de potência ou o controle de emergência. As hastes automáticas são reguladas pelos sensores embutidos. Se houver um desvio dos parâmetros de operação normais (por exemplo nível aumentado do poder do reator), as hastes podem ser deixadas cair no núcleo para reduzir ou parar a atividade do reator. Um número de hastes remanescem normalmente no núcleo durante a operação.
- Refrigerador: Dois sistemas de refrigeração separados com quatro bombas circulam a água através dos tubos de pressão para remover a maioria do calor liberado pela fissão. Há também um sistema de emergência refrigerando do núcleo, que entra em operação se um ou outro circuito do refrigerador for interrompido.
- Separador de vapor: O vapor do reator aquecido é enviado às turbinas e estas criam eletricidade, através do gerador. O vapor então é condensado e reenviado ao circuito de resfriamento.
- Contenção: Não há nenhuma contenção segura no sentido aceite no ocidente. O núcleo do reator é situado em uma cavidade de concreto que age como um protetor contra a radiação. O protetor ou o tampão superior da contenção acima do núcleo é feita de aço e suporta os conjuntos do combustível. Os separadores do vapor dos sistemas de refrigeração são abrigados em seus próprios protetores de concreto.